# Suzanne Cocq
Pour les articles homonymes, voir Cocq.
Suzanne Cocq, née à Ixelles le 12 juin 1894, morte à Etterbeek le 12 juillet 1979, est une peintre et aquarelliste de paysages et de natures mortes, et une graveuse aquafortiste et sur bois belge.

## Biographie
Elle se forme à l'école professionnelle d'Ixelles où elle étudie les arts décoratifs de 1907 à 1910 puis les arts appliqués, l'illustration, la reliure et l'enluminure puis suivit les cours de Constant Montald à l'Académie royale des beaux-arts de Bruxelles.
Elle se fait notamment remarquer pour sa peinture à la gouache. Selon Eugène De Seyn, elle est douée d'un « talent délicat qui dénote du sentiment et de l'émotion et a du sens décoratif ». Son style se distingue par une « certaine naïveté de la technique linéaire et une gamme de couleurs tendres ».
Plusieurs de ses œuvres graphiques sont conservées au Cabinet des estampes de la Bibliothèque royale de Belgique.

## Famille
Suzanne Cocq est la fille de Fernand Cocq, bourgmestre d'Ixelles, et de Marguerite Lartigue (sœur du Général Émile Lartigue).
Elle est mariée au peintre et graveur Maurice de Brocas de Lanause (1892-1948) qui signait Maurice Brocas.